# Slave to the Sound
Slave to the Sound es el cuarto álbum de estudio de la cantante Sueca Denise López publicado en Japón con el título "Like a Queen" sello (Epic) en julio de 2002, y por el sello (Entertainment AB en Suecia) en mayo de 2003. El álbum incluyó dos sencillos "Last to Know" que contó con la participación de Laila Adele en "Love Me Down" ambos vídeos musicales fueron hechos para "Slave to the Sound" contenía 16 nuevas pistas y fue el primero en ser lanzado bajo el sello de Denise.
Denise ha coescrito todas las canciones excepto 5 pistas. Dos de las canciones ("Sex Dice" y "Karma Sutra") fueron escritas por la famosa cantante Dannii Minogue. El álbum no pudo entrar en las listas mundiales.

## Listas de pistas
1. "Slave to the Sound" – 3:22
2. "Love Me Down" – 3:28
3. "Sex Dice" (Dannii Minogue, López) – 3:09
4. "Karma Sutra" (Minogue, López) – 4:00
5. "I Don't Need You Anymore" – 3:24
6. "Masterplan" – 3:13
7. "Like a Queen" – 3:11
8. "Come with Me" – 3:26
9. "Mirror Mirror" – 3:01
10. "Shake Down" – 2:57
11. "Love on Line" – 3:08
12. "Last to Know" – 3:12
13. "More than a Game" – 3:11
14. "Say that You Want It" – 4:01
15. "Just Get It Over With" – 3:21
16. "Someone, Somewhere, Someday" – 2:55

## Historia
| Región | Data          | Label                      | Formato | Catálogo      |
| ------ | ------------- | -------------------------- | ------- | ------------- |
| Japón  | Julio de 2002 | Epic                       | CD      |               |
| Suecia | Mayo de 2003  | Applalosa Entertainment AB | CD      | 7350015350038 |